# Isabelle Boulais
Isabelle Boulais (* 12. April 2000 in Toronto) ist eine kanadische Tennisspielerin.

## Karriere
Boulais, die mit fünf Jahren mit Tennisspielen begann, bevorzugt Sandplätze. Sie spielt vor allem auf der ITF Women’s World Tennis Tour, wo sie bislang einen Doppeltitel gewinnen konnte.
Für den Rogers Cup erhielt sie 2016, 2017 und 2018 eine Wildcard für die Qualifikation, scheiterte aber jedes Mal bereits in der ersten Qualifikationsrunde. Bei den Challenger Banque Nationale de Saguenay 2016 erreichte sie mit ihrer Partnerin Jessica Pegula das Halbfinale, das sie mit 4:6 und 3:6 gegen die späteren Siegerinnen Elena Bogdan und Mihaela Buzărnescu verloren. Ihren ersten Sieg im Doppel errang Boulais zusammen mit ihrer Partnerin Ma Yexin im Oktober 2017 in Colombo.
Für die Qualifikation beim Rogers Cup 2018 erhielt sie eine Wildcard, verlor jedoch in der ersten Runde gegen Sachia Vickery mit 2:6 und 1:6. Dies war ihr letztes Profimatch 2018. Seit Oktober 2018 wird sie nicht mehr in den Weltranglisten geführt.

## Turniersiege

### Doppel
| Nr. | Datum           | Turnier | Kategorie   | Belag | Partnerin | Finalgegnerinnen            | Ergebnis         |
| --- | --------------- | ------- | ----------- | ----- | --------- | --------------------------- | ---------------- |
| 1.  | 7. Oktober 2017 | Colombo | ITF $15.000 | Sand  | Ma Yexin  | Josephine Boualem Andrea Ka | 6:3, 2:6, [10:5] |

## Persönliches
Isabelle Boulais ist die Tochter der ehemaligen kanadischen Weltklassespielerin Patricia Hy-Boulais, die von 1986 bis 1998 jeweils einen WTA-Titel sowie vier ITF-Titel im Einzel und fünf im Doppel gewinnen konnte.